# Baronia de Rivert

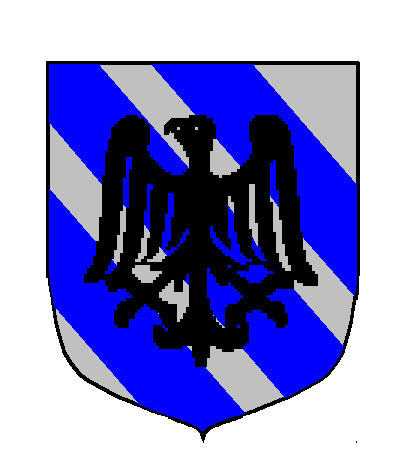
Escut de la baronia de Rivert

La Baronia de Rivert fou una baronia creada molt possiblement ja a l'edat moderna, i tenia jurisdicció sobre el poble i vall de Rivert. El 1851, a la fi de l'Antic règim, la baronia de Rivert és en mans dels marquesos de Gironella, emparentats amb els de Sentmenat.
El seu territori era el poble i la vall de Rivert, pertanyents a l'antic terme de Toralla i Serradell, actualment dins del de Conca de Dalt, al Pallars Jussà.